# Узынагаш (Алматинская область)

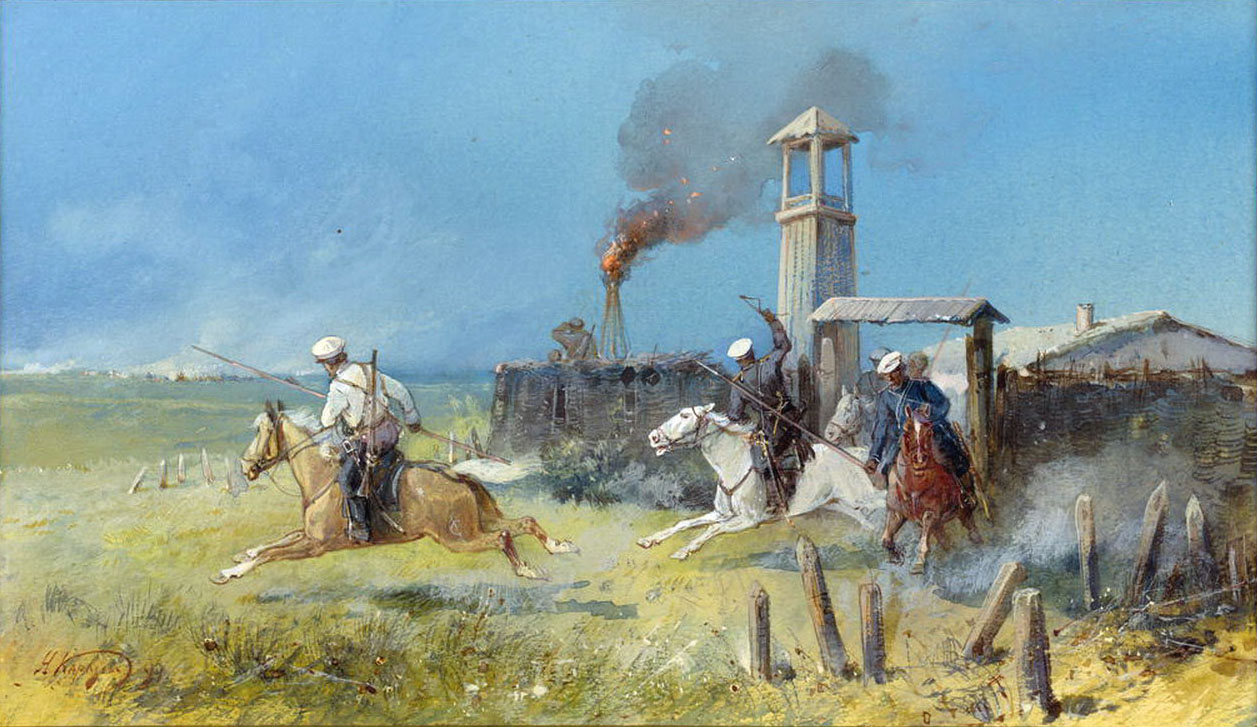
Н. Н. Каразин. Тревога в крепостном редуте (Нападение кокандцев на казачий выселок Узун-Агач).

Узынагаш (каз. Ұзынағаш — высокое дерево) — село в Жамбылском районе Алматинской области Казахстана, административный центр Жамбылского района.
Административный центр Узынагашского сельского округа. Код КАТО — 194230100. Узынагаш находится в 43 км к западу от Алматы. К нему ведут две трассы — автомагистраль Алматы — Бишкек и верхняя дорога вдоль склонов гор.

## Население
В 1999 году население села составляло 23 887 человек (11 579 мужчин и 12 308 женщин). По данным переписи 2009 года, в селе проживало 30 589 человек (14 952 мужчины и 15 637 женщин).
На начало 2019 года население села составляло 39 416 человек (19 924 мужчины и 19 492 женщины).

## Известные жители и уроженцы
- Брянцев Василий Петрович (род. 19 марта 1937, Узынагаш КазССР) — советский борец вольного и классического стилей, мастер спорта СССР    международного класса по вольной борьбе, мастер спорта СССР по классической борьбе, победитель и призер Чемпионата СССР, КазССР и многих международных соревнований по вольной и классической борьбе, основатель и первый тренер по вольной борьбе в селе Узынагаш, воспитавший плеяду мастеров спорта по вольной борьбе.
- Аскаров Адлан Рафикович — бронзовый призёр чемпионата мира по вольной борьбе среди юношей (Греция, 2017).
- Бабажанов, Дадаш Бабажанович — Герой Советского Союза.
- Водяник, Иван Иванович — советский и украинский учёный.
- Гущин, Дмитрий Иванович (1904 — ?) — Герой Социалистического Труда.
- Джумагалиев, Николай Есполович — серийный убийца.
- Кахидзе Аслан Байрамалиевич — серебряный призёр чемпионата Азии (Казахстан, 2014), участник олимпийских игр (Рио-де-Жанейро, 2016).
- Тулегенов Болат Сербаевич (1941-2025) - заслуженный тренер РК, наставник десятков ведущих игроков отечественного футбола.
- Марат Фаридович Сыртланов (род. 08.12.1955 в г. Петропавловск, выпускник Узун-Агашской СШ им. Абая (Белинского), журналист и публицист, член Союза писателей России, полковник запаса, кавалер четырех государственных наград

## Узунагашское сражение
В центре села находится памятник в память об Узун-Агачском сражении (22 октября 1860 года).